# Đông đặc
Đông đặc là một quá trình chuyển trạng thái khi một chất chuyển từ trạng thái lỏng sang trạng thái rắn khi nhiệt độ của nó giảm xuống dưới nhiệt độ đông đặc.
Đối với hầu hết các chất, quá trình nóng chảy và đông đặc xảy ra ở cùng một nhiệt độ; Tuy nhiên, một số chất có nhiệt độ chuyển trạng thái rắn-lỏng khác nhau. Ví dụ thạch cho thấy có độ trễ giữa nhiệt độ nóng chảy và nhiệt độ đông đặc. Nó nóng chảy tại 85 °C (185 °F) và đông đặc từ 32 °C đến 40 °C (89.6 °F đến 104 °F).
Khi đông đặc, nhiều chất cũng xảy ra kết tinh, trong đó chuyển động Brown của các phân tử bị giảm. Các phân tử do đó có ít năng lượng hơn trong trạng thái rắn so với trạng thái lỏng, điều này tương đương với một sự giải phóng năng lượng/nhiệt.
Đông đặc trong hầu hết trường hợp là một quá trình tỏa nhiệt, tức là khi chất lỏng chuyển sang trạng thái rắn, nhiệt (và áp suất) được tỏa ra. Điều này có vẻ đi ngược với trực giác, do nhiệt độ của vật liệu không tăng khi đông đặc, ngoại trừ khi nếu chất lỏng ở trạng thái siêu lạnh. Nhiệt phải được liên tục bị lấy khỏi chất lỏng đông đặc, nếu không quá trình đông đặc sẽ dừng lại. Năng lượng tỏa ra khi đông đặc là một loại ẩn nhiệt, còn gọi là nhiệt (entanpi) nóng chảy và đúng bằng năng lượng cần thiết để nóng chảy một lượng chất rắn tương đương.
Tuy nhiên, heli nhiệt độ thấp là ngoại lệ duy nhất. Heli-3 có entanpi nóng chảy âm ở nhiệt độ dưới 0.3 K. Heli-4 cũng có entanpi nóng chảy khá âm khi nhiệt độ dưới 0.8 K. Điều này có nghĩa là, ở áp suất không đổi phù hợp, nhiệt lượng phải được thêm vào những chất này để có thể đông đặc.
Một số chất, chẳng hạn nước và bismuth giãn nở về thể tích khi chúng đông đặc.
Nước và các dung dịch khác đóng băng khi chúng đông đặc sang trạng thái rắn. Từ đông đá cũng thường được sử dụng để chỉ sự bảo quản thực phẩm bằng cách làm lạnh tới điểm đông đặc. Đối với các hợp kim và thủy tinh, sự đông đặc bắt đầu xảy ra ở nhiệt độ liquidus và hoàn thành ở nhiệt độ solidus.